# Мальбеков, Эдуард Джабашевич
Эдуард Джабашевич Мальбеков (13 февраля 1941, род. Алма-Ата, Казахская ССР, СССР) — советский и казахский артист балета, педагог. Заслуженный артист Казахской ССР (1973).

## Биография
Родился 13 февраля 1941 года в Алма-Ате.
В 1958 окончил Казахское государственное хореографическое училище (педагоги М. М. Мроз, А. В. Селезнёв, В. Е. Николаев).
1959—1960 гг. стажировка в Московском хореографическом училище при Большом театре Союза ССР.
1965—1967 гг. служба в рядах Советской армии.
Супруга — Тамара Закировна Мальбекова, солистка балета, педагог Алматинского хореографического училища им. А. В. Селезнева

## Карьера
- 1960—1984 гг. ведущий солист Казахского государственного академического театра оперы и балета имени Абая
- 1984—1986 гг. заместитель директора Казахского государственного академического театра оперы и балета имени Абая
- 1986—1988 гг. работал директором Алма-Атинского хореографического училища им. А. В. Селезнёва
- 1995—2002 гг. художественный руководитель и педагог Алматинского хореографического училища им. А. В. Селезнёва и старший преподаватель факультета хореографии Казахской национальной академии искусств имени Т. К. Жургенова, вел дисциплины «Композиция народно-сценического танца», «Танцы народов мира».
- 2002—2005 гг. заведующий балетной труппы и педагог Казахского государственного академического театра оперы и балета имени Абая
- 2005 г. по н. в. педагог-репетитор балетной труппы Казахского государственного академического театра оперы и балета имени Абая и педагог Театра современного танца «Самрук»

## Репертуар
- Балетные партии

Казахский государственный академический театр оперы и балета им. Абая
- Юноша («Болеро»),
- Амантай и Али («Дорогой дружбы» Тлендиева, Степанова и Манаева),
- Вакх («Вальпургиева ночь»),
- па-де-труа и Ротбарт («Лебединое озеро»),
- Красс («Спартак» Хачатуряна);
- Кащей («Жар-птица»),
- Дроссельмейер («Щелкунчик»)
- Табаки («Брат мой, Маугли» А. Серкебаева) и др.
- В концертах исполнял народные танцы (казахский, узбекский, индийский), отрывки из классических балетных спектаклей.
- Участвовал в гастролях ГАТОБ им. Абая за рубежом.

## Творчество
Работал в коллективах:
- Казахский государственный академический театр оперы и балета им. Абая
- Ансамбль народного танца «Салтанат»
- Эстрадно-молодежный ансамбль «Гульдер»
- Ансамбль Этнографического танца «Алтынай» в должностях педагога репетитора и главного балетмейстера.
- Шестидесятые годы принесли радость совместной работы с молодыми амбициозными выпускниками ГИТИСа Заурбеком Райбаевым и Булатом Аюхановым.
- В 1962 году в знаменитой «тройчатке» Райбаева — «Шопениана», «Франческа да Римини», «Болеро» — Мальбеков исполнил партию Юноши в балете «Болеро» и постепенно ввелся в роль Джанчотто во «Франческе да Римини», создав титанический образ зла.
- В историю отечественной хореографии вошли такие постановки Мальбекова, как «Половецкие пляски» А. Бородина в хореографии Касьяна Голейзовского для АХУ им. А. Селезнева, «Хикуэлина» Карлоса Монтойя, «Танго» на музыку Луи Армстронга, и многие другие.
- В 1973 году Эдуарду Мальбекову присуждено звание «Заслуженный артист Казахской ССР». Но самой большой творческой удачей стал для талантливого исполнителя 1974 год. Заурбек Райбаев ставит балет Арама Хачатуряна «Спартак».

## Награды
- 1973 — Присвоено почетное звание «Заслуженный артист Казахской ССР» (за большие заслуги в развитии казахского и советского хореографического искусства)
- Награждён Орденом «Знака Почета» и медалью «Ветеран Труда»
- Награждён Почетной грамотой Республики Казахстан (декабрь 2001 года)[1]